# Army of One
Army of One —en castellano: Ejército de uno— es el decimotercer álbum de estudio de la banda estadounidense de heavy metal Riot  y fue lanzado en formato de disco compacto por Metal Heaven y EMI Toshiba Japan en Europa y Japón respectivamente.   Ambas ediciones se publicaron en 2006.

## Grabación
Este disco se grabó en 2003 en dos estudios diferentes: Soundcheckers Studio de Nueva York y Millbrook Sound Studios de Millbrook, Nueva York, Estados Unidos.  Este álbum fue el último en el que colaboró el vocalista Mike DiMeo, pues salió de la agrupación poco después, además de ser el único en el que el batería del grupo Virgin Steele Frank Gilchriest participara. Army of One fue producido por Mark Reale, Bruno Ravel y Jeff Allen.

## Recepción
En julio de 2006, Army of One se posicionó cuatro posiciones abajo de los 100 mejores del Oricon, llegando al puesto 104.º en el Oricon Albums Chart.

## Lista de canciones
| Versión europea |                                         |                            |          |  |
| N.º             | Título                                  | Traducción al español      | Duración |  |
| 1.              | «Army of One»                           | «Ejército de uno»          | 4:24     |  |
| 2.              | «Knockin' at My Door»                   | «Tocando a mi puerta»      | 4:20     |  |
| 3.              | «Blinded»                               | «Cegado»                   | 5:28     |  |
| 4.              | «One More Alibi»                        | «Un enemigo más»           | 4:56     |  |
| 5.              | «It All Falls Down»                     | «Todo se derrumba»         | 5:36     |  |
| 6.              | «Helpin' Hand»                          | «Mano amiga»               | 5:26     |  |
| 7.              | «The Mystic»                            | «El místico»               | 5:44     |  |
| 8.              | «Still Alive»                           | «Todavía vivos»            | 5:43     |  |
| 9.              | «Alive in the City»                     | «Vivo en la ciudad»        | 7:30     |  |
| 10.             | «Shine»                                 | «Brilla»                   | 6:34     |  |
| 11.             | «Stained Mirror» (canción instrumental) | «Espejo teñido»            | 3:46     |  |
| 12.             | «Darker Side of light»                  | «El lado oscuro de la luz» | 6:58     |  |
| 1:06:25         |                                         |                            |          |  |

| Versión japonesa |                                                              |                         |          |  |
| N.º              | Título                                                       | Traducción al español   | Duración |  |
| 13.              | «Road Racin'» (en vivo desde el Club Citta, Kawasaki, Japón) | «Carreras de carretera» | 6:50     |  |
| 1:13:15          |                                                              |                         |          |  |

## Créditos

### Riot
- Mike DiMeo — voz principal, coros y órgano Hammond.
- Mark Reale — guitarra acústica, guitarra eléctrica, banjo, arreglos de cuerda y coros.
- Mike Flyntz — guitarra eléctrica.
- Pete Pérez — bajo.
- Frank Gilchriest — batería.

### Músicos adicionales
- Tony Harnell — coros.
- Bruno Ravel — teclados y coros.
- Andy Aledort — guitarra (segundo solo en la canción «Alive in the City»).

### Personal de producción
- Mark Reale — productor.
- Bruno Ravel — productor, ingeniero de sonido y mezcla.
- Jeff Allen — productor ejecutivo.
- Paul Orofino — ingeniero de sonido y masterización.
- Mike Pont — arte de portada.
- Eddie Malluk — fotografía.

## Posicionamiento
| Año  | País  | Lista               | Posición máxima |
| ---- | ----- | ------------------- | --------------- |
| 2006 | Japón | Oricon Albums Chart | 104.º           |